# 田道間守

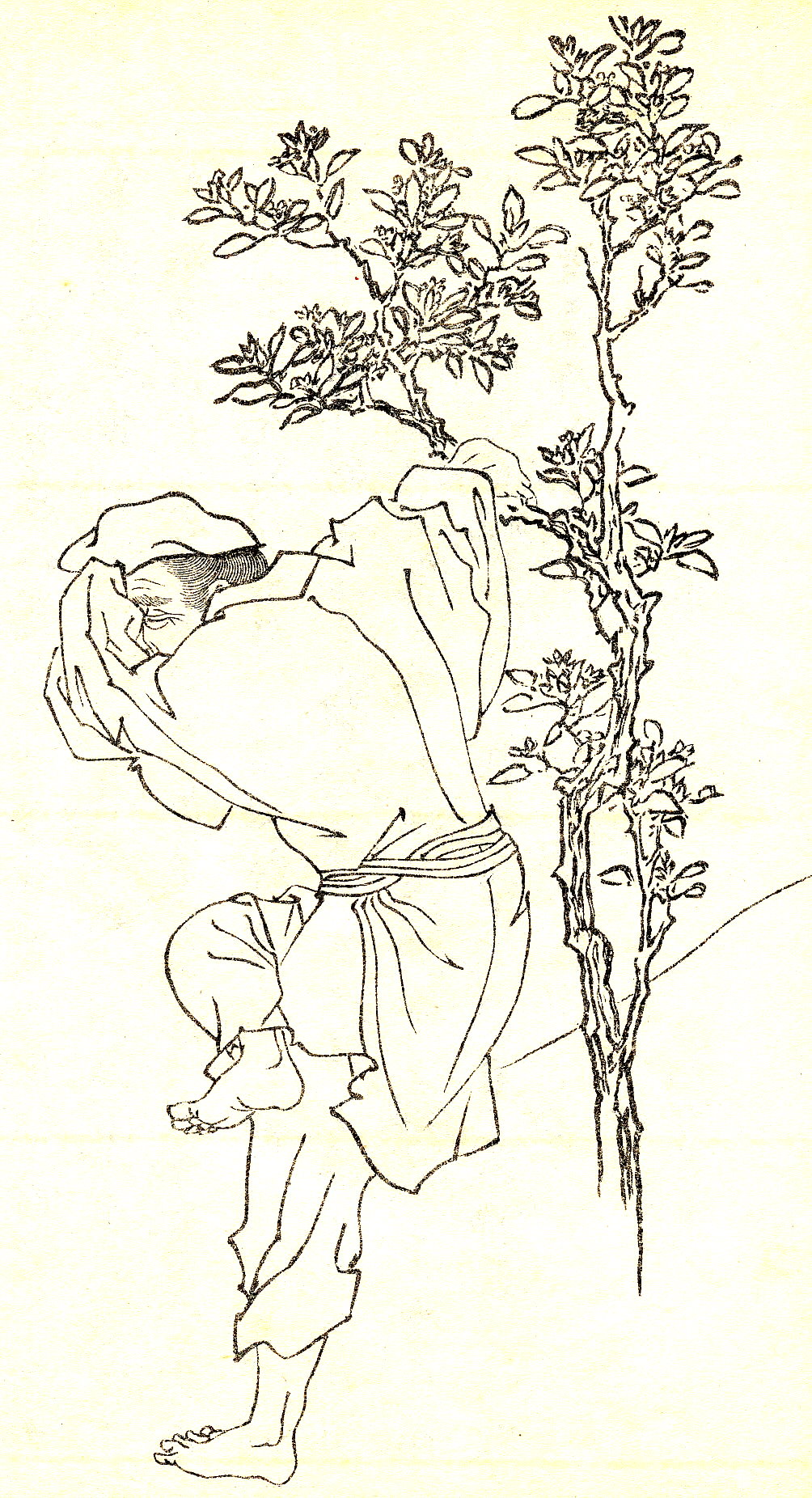
田道間守（『前賢故実』より）

田道間守（たじまもり/たぢまもり）は、記紀に伝わる古代日本の人物。
『日本書紀』では「田道間守」、『古事記』では「多遅摩毛理」「多遅麻毛理」と表記される。
天日槍の後裔で、三宅連（三宅氏）祖。現在は菓子の神・菓祖として、また柑橘の祖神としても信仰される。

## 記録
田道間守の生まれについて、『日本書紀』垂仁天皇3年条では天日槍（新羅からの伝承上の渡来人）の玄孫で、清彦の子とする。一方『古事記』応神天皇段では、天之日矛（天日槍）の玄孫は同じながら多遅摩比那良岐（但馬日楢杵）の子とし、清日子（清彦）は弟とする。
『日本書紀』垂仁天皇紀によれば、垂仁天皇90年2月1日に田道間守は天皇の命により「非時香菓（ときじくのかくのみ）」すなわちタチバナ（橘）を求めに常世の国に派遣された。しかし垂仁天皇99年7月1日に天皇は崩御する。翌年（景行天皇元年）3月12日、田道間守は非時香菓八竿八縵（やほこやかげ：竿・縵は助数詞で、葉をとった8枝・葉のついた8枝の意味）を持って常世国から帰ってきたが、天皇がすでに崩御したことを聞き、嘆き悲しんで天皇の陵で自殺したという。
『古事記』垂仁天皇段によれば、多遅摩毛理は「登岐士玖能迦玖能木実（ときじくのかくのこのみ）」（同じく橘）を求めに常世国に遣わされた。多遅摩毛理は常世国に着くとその実を取り、縵八縵・矛八矛を持って帰ってきた。しかしその間に天皇は崩御していたため、縵四縵・矛四矛を分けて大后に献上し、もう縵四縵・矛四矛を天皇の陵の入り口に供え置いて泣き叫んだが、その末に遂に死んだという。
そのほか、『万葉集』巻18 4063番では田道間守の派遣伝承を前提とした歌が、巻18 4111番（反歌4112番）では田道間守を題材とする歌が載せられている。

## 墓

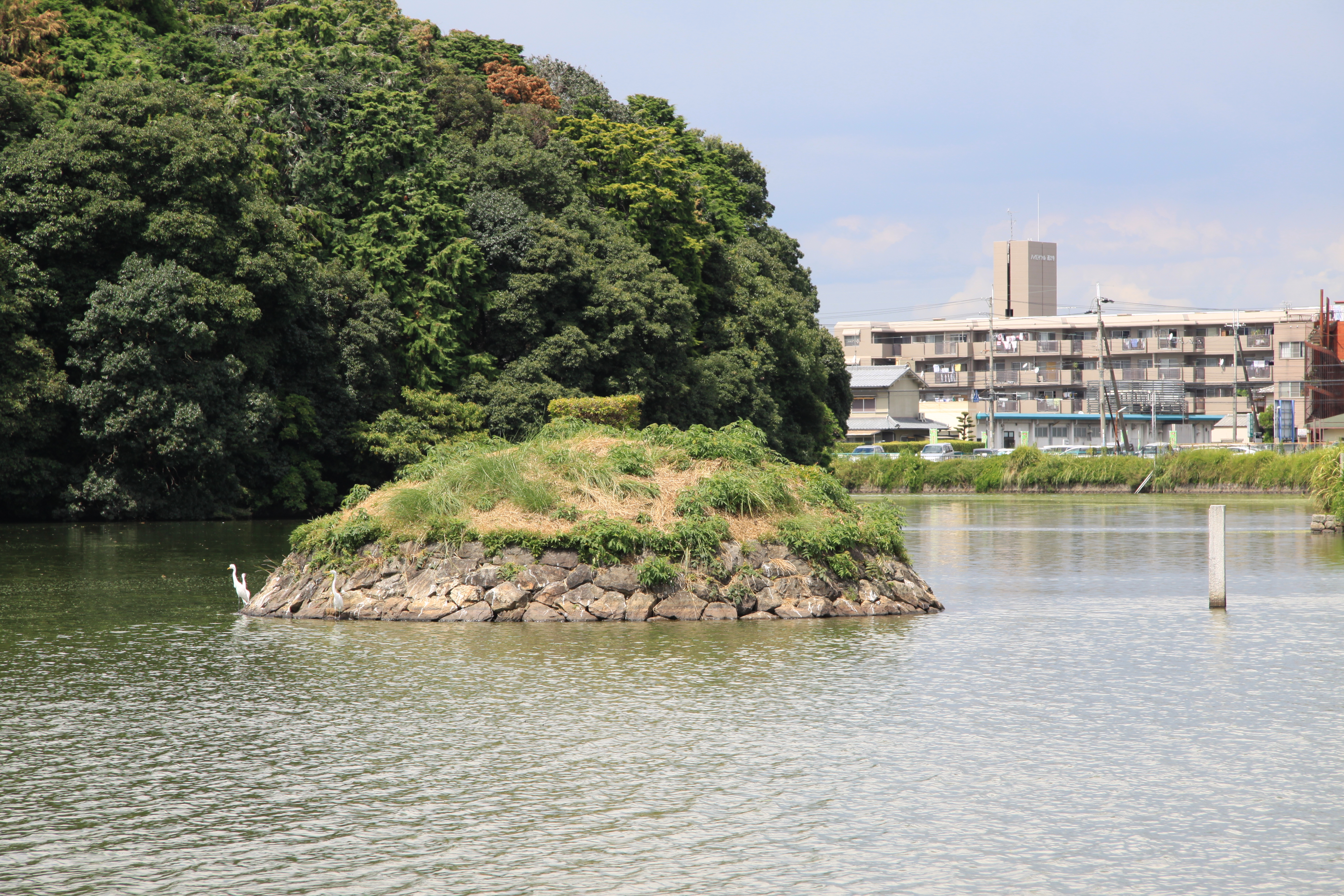
田道間守墓（奈良県奈良市）垂仁天皇陵（宝来山古墳）の周濠内。

『日本書紀』『古事記』では田道間守の墓に関する記載はないが、『釈日本紀』巻10（述義6）所引の『天書』では景行天皇が田道間守の忠を哀しんで垂仁天皇陵近くに葬ったとしている。現在、垂仁天皇陵（菅原伏見東陵）に治定される宝来山古墳（奈良県奈良市）では墳丘南東の周濠内に小島があるが、これが田道間守の墓に仮託され、湟内陪冢の「伝田道間守墓」として治定されている（北緯34度40分45.87秒 東経135度46分57.05秒 / 北緯34.6794083度 東経135.7825139度）。
この小島の考古学的な調査は行われていないが、江戸時代の山陵絵図や明治の『御陵図』に島の存在が描かれていないため、明治期の周濠拡張に伴う外堤削平の際に残された外堤の一部と推測されている。ただし『廟陵記』などで周濠南側に「橘諸兄公ノ塚」の記載があることから、その塚を前提として小島が残されたとする説もある。後述する田道間守の菓祖神としての信仰により、現在は小島の対岸に拝所も設けられている。

## 後裔氏族
『日本書紀』『古事記』によれば、田道間守は三宅連（三宅氏）の祖とされる。
なお、この三宅連について『新撰姓氏録』右京諸蕃 三宅連条・摂津国諸蕃 三宅連条では、いずれも天日桙命（天日槍）後裔と記されている。

## 考証
「たじまもり/たぢまもり」の名称については、「但馬国の国守（くにもり）」の意味とする説がある。この「たじまもり/たぢまもり」の類音からタチバナ伝来の物語が引き出されたと見られ、「タチバナ」という名前自体を「タヂマバナ（田道間花）」の転訛とする説もある。
また、タチバナは植物の名前であると同時に大王家の宮殿があった大和国高市郡の橘とも関わりがあり、田道間守の説話はこの橘の宮殿に出仕していた但馬の三宅連の祖先の説話として位置づける説もある。特に允恭天皇の皇女である但馬橘王女は三宅連による奉仕の対象であったとされる。更に大和から但馬へ向かう際の交通の要所に当たる摂津国猪名に「タチバナ」（中世の橘御園を経て、現在の兵庫県尼崎市立花町）という地名があるのも、同地が大和の橘の宮殿および但馬の三宅連に関連する所領であったとする見方もある。
上記説話に見えるような果物や薬草を求めて異界に行く話は世界各地に伝わるが、この説話には特に中国の神仙思想の影響が指摘される（一例に秦の徐福が蓬萊に不老不死の薬を求める伝説）。内藤湖南は『卑彌呼考』において、『魏志』倭人伝に卑弥呼から魏へ遣わされたと見える大夫難升米を田道間守に比定している。
なお、『日本書紀』では父の清彦による出石神宝の献上説話の後に田道間守説話が掲載されているが、前者はレガリア献上に伴う出石のヤマト王権への服属を象徴し、後者はそれ以後に出石族が王権に忠節を尽くす様を象徴すると見られている。

## 信仰

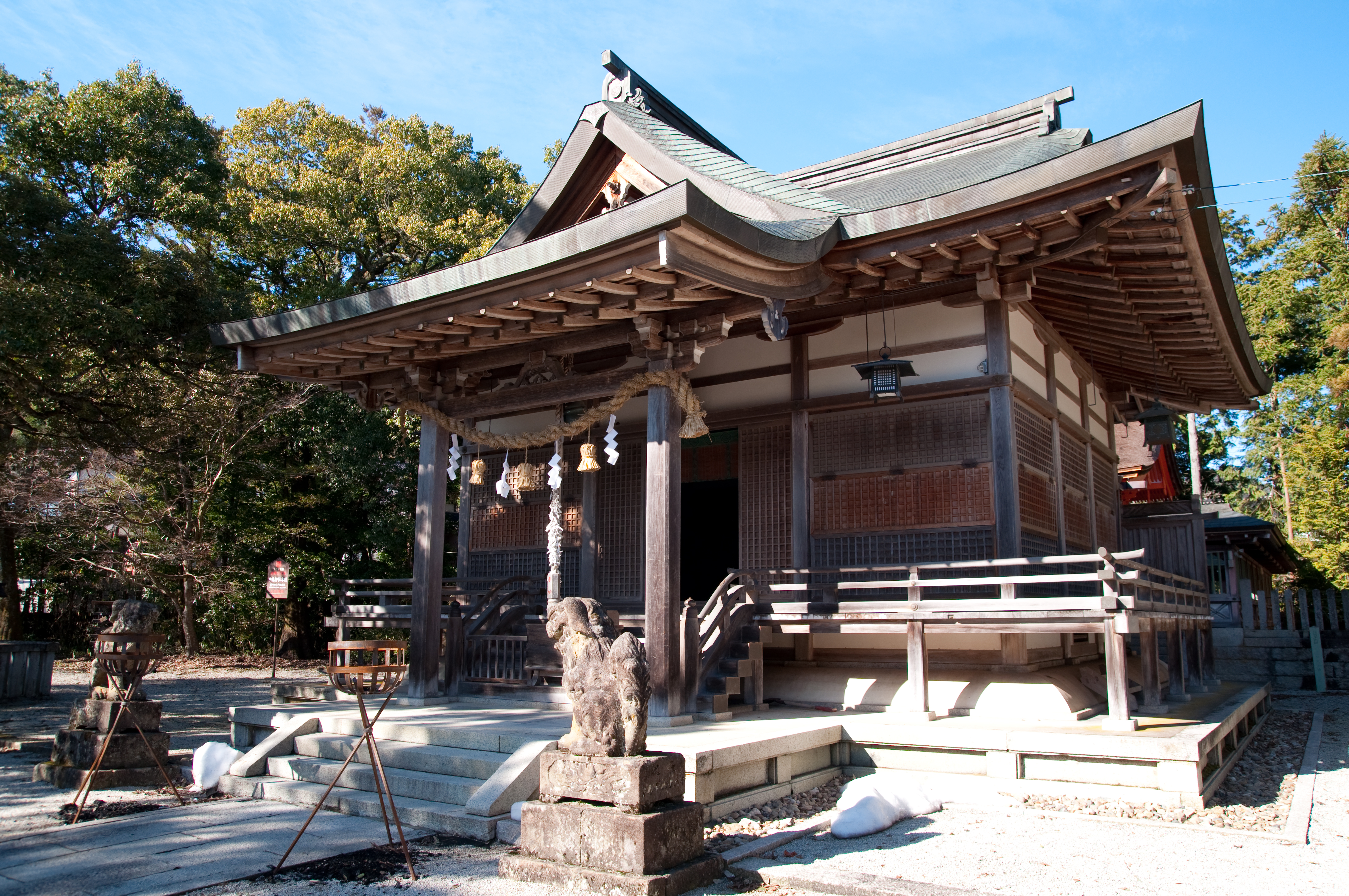
中嶋神社（兵庫県豊岡市）

田道間守に関しては、『日本書紀』『古事記』の説話に基づいて菓子神・菓祖とする信仰があり、中嶋神社（兵庫県豊岡市、北緯35度31分32.77秒 東経134度51分45.08秒）では「田道間守命」の神名で菓子神として祀っている。この中嶋神社の分霊は、太宰府天満宮（福岡県太宰府市）、吉田神社（京都府京都市）など全国各地で祀られ、菓子業者の信仰を集めている。1978年には饅頭の神社として知られる漢國神社の林神社にも菓子の神として合祀された。なお、菓子は当時“果子”とされた橘（みかん等 柑橘類の原種）を指すことから田道間守はみかん・柑橘の祖神としても知られる。
また、奈良県高市郡明日香村の橘寺の寺名は田道間守伝説に由来すると伝わるほか、田道間守の上陸地の伝承がある佐賀県伊万里市では伊萬里神社には田道間守命を祀る中嶋神社が鎮座し、和歌山県海南市の橘本神社の元の鎮座地「六本樹の丘」は田道間守が持ち帰った橘が初めて移植された地であると伝える。
なお、文部省唱歌に「田道間守」がある。